# باراتپور، نپال
باراتپور (به لاتین: Bharatpur) یک شهر در نپال است که در استان شماره ۳ واقع شده‌است. باراتپور ۴۳۳ کیلومتر مربع مساحت و ۲۸۰٬۵۰۲ نفر جمعیت دارد و ۲۰۸ متر بالاتر از سطح دریا واقع شده‌است.

## خواهرخوانده
شهر گلمود خواهرخواندهٔ باراتپور، نپال هست.